# Aldershot
Aldershot (ˈɔːldərʃɒt) ist eine Stadt in der englischen Grafschaft Hampshire und gehört zum Distrikt Rushmoor. Die Stadt zählt rund 62.000 Einwohner.

## Geographie
Aldershot liegt in den North Downs zwischen Guildford und Basingstoke.

## Garnison Aldershot

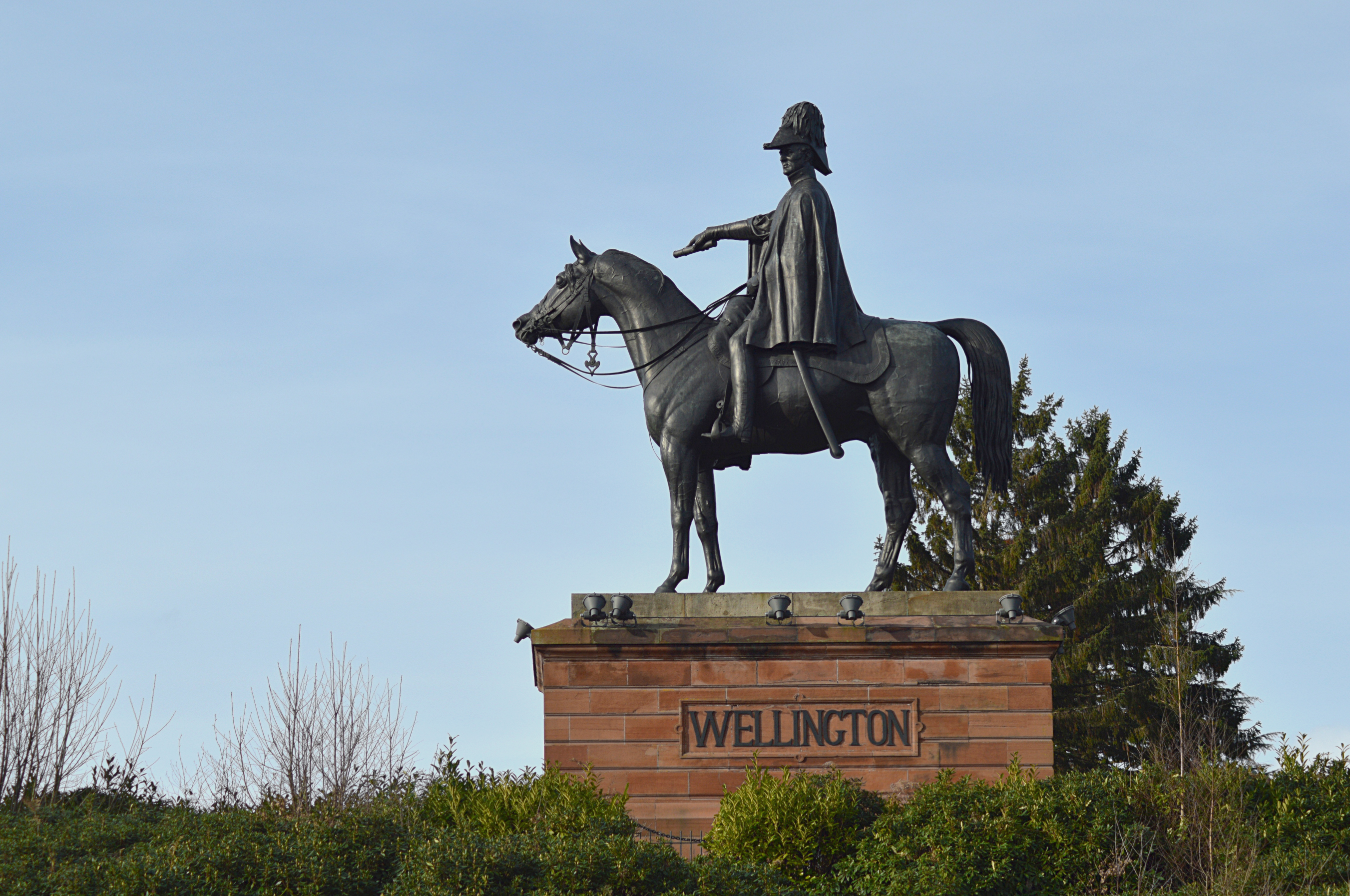
Wellington Statue

In England ist Aldershot am besten bekannt durch die britische Armee, die dort seit dem Krimkrieg ihre Garnison Aldershot unterhält. 1854 wurde das Lager Aldershot (The Home of the British Army) errichtet. Der Aufbau des größten Standortes der britischen Armee führte in dieser Zeit zu einem massiven Anwachsen der Bevölkerung im Ort. So stieg die Bevölkerungszahl von 875 im Jahr 1851 auf 16.000 im Jahr 1861 (darunter 9.000 Militärangehörige). Aldershot galt im viktorianischen England als Synonym für die Ausbildung der britischen Armee. Heute hat die Garnison Aldershot ca. 10.500 Einwohner. Die Garnison enthält einige Wahrzeichen, so das Observatorium, die Wellington Statue, den Militärfriedhof und die Royal Garrison Church of All Saints. 1883 wurde das Reiterstandbild des ersten Duke of Wellington, Sieger über Napoleon in der Schlacht bei Waterloo, hierher verlegt, nachdem es 1846 zunächst auf dem Wellington Arch in London platziert worden war.

## Sport
Der in der Stadt beheimatete Fußballverein Aldershot Town spielte von 2008 bis 2013 in der Football League Two, der vierthöchsten englischen Spielklasse. Während den Olympischen Sommerspielen 1948 in London wurden in Aldershot Wettkämpfe des Modernen Fünfkampfs im Garnison Aldershot sowie im Aldershot Lido ausgetragen.

## Söhne und Töchter der Stadt
- Claude Auchinleck (1884–1981), Feldmarschall während des Zweiten Weltkriegs
- John Banks (* 1945), Soldat, Söldneranwerber und Gründer der Security Advisory Services
- Sai Bennett (* 1990), Schauspielerin und Model
- Amelle Berrabah (* 1984), Sängerin der Gruppe Sugababes
- Johnny Berry (1926–1994), Fußballspieler
- Leslie Bradley (1907–1974), Schauspieler
- Bob Catley (* 1947), Rocksänger
- A. Bertram Chandler (1912–1984), australischer Science-Fiction-Autor
- Chris Chittell (* 1948), Schauspieler
- Libby Davies (* 1953), kanadische Politikerin
- Sheena Davis (* 1968), Jazzsängerin
- Alan Dean (* 1950), Fußballspieler
- Richard Ffrench (1929–2010), Ornithologe und Lehrer
- Desmond Fitzpatrick (1912–2002), General der British Army
- Joel Freeland (* 1987), Basketballspieler
- Martin Freeman (* 1971), Schauspieler
- Patrick French (1966–2023), Historiker und Literaturwissenschaftler
- Peter Genever (* 1973), Squashspieler
- Roger Guyett (* 1961), VFX Supervisor
- Kevin Hague (* 1960), neuseeländischer Politiker
- David Haig (* 1955), Schauspieler und Schriftsteller
- Terry Hands (1941–2020), Regisseur
- William Gladstone Harvell (1907–1985), Radrennfahrer
- Herminie Templeton Kavanagh (1861–1933), Schriftstellerin
- Nicole Koolen (* 1972), niederländische Hockeyspielerin
- David Kynaston (* 1951), Historiker
- John Laidlaw (* 1936), Fußballspieler
- Joe Macari (* 1966), Unternehmer und Autorennfahrer
- John McCrea (* 1992), Schauspieler
- Ian McEwan (* 1948), Schriftsteller
- Heather Mills (* 1968), Model
- John Moore (1933–2017), Skilangläufer und Biathlet
- Mickie Most (1938–2003), Musikproduzent und -verleger
- James Newcome (* 1953), anglikanischer Theologe, Bischof von Carlisle
- Brian O’Shaughnessy (1931–2001), Schauspieler
- Stuart Packer (* 1965), Schauspieler
- Bruce Rioch (* 1947), schottischer Fußballspieler und -trainer
- John Shearman (1931–2003), Kunsthistoriker
- Digby Smith (1935–2024), Militärhistoriker
- Clive Strutt (* 1942), Komponist
- Humphrey Swingler (1912–unbekannt), Filmproduzent, Filmregisseur und Filmemacher
- Charles Tannock (* 1957), Arzt und Politiker
- Nanavira Thera (1920–1965), buddhistischer Mönch und Autor
- George Thursfield (1893–?), südafrikanischer Radrennfahrer
- Gerald J. Toomer (* 1934), Mathematik- und Wissenschaftshistoriker
- James Wade (* 1983), Dartspieler
- David Weir (1863–1933), Fußballspieler und -trainer
- Roger Whitfield (* 1943), Radrennfahrer
- Tom Whittaker (1898–1956), Fußballspieler und -trainer
- Peter Yates (1929–2011), Filmregisseur